# Mannophryne riveroi
Mannophryne riveroi – gatunek płaza bezogonowego z rodziny Aromobatidae. Endemit Wenezueli, zagrożony wyginięciem. 

## Występowanie
Płaz ten zamieszkuje okolice Cerro Azul i Cerro Humo na półwyspie Paria w stanie Sucre w północno-wschodniej Wenezueli na wysokości 400–1000 m n.p.m. Siedlisko tego zwierzęcia to strumienie i ich okolice w podgórskich i górskich lasach tropikalnych oraz lasach mglistych.
Większość obszaru występowania przypada na obszar chroniony, Park Narodowy Península de Paria, który jednak nie jest całkowicie bezpieczny z uwagi na wylesianie przeprowadzane przez miejscową ludność.

## Rozmnażanie
Jaja są składane na dnie lasu tropikalnego, w pobliżu strumieni. Po wykluciu samiec przenosi kijanki do niewielkiego zbiornika wodnego obok strumienia.

## Status
W Czerwonej księdze gatunków zagrożonych IUCN płaz ten od 2004 roku klasyfikowany jest jako gatunek zagrożony (EN, ang. Endangered).
Brak szczegółowych informacji na temat liczebności populacji i jej trendu. Dość niewielka liczba okazów w kolekcjach biologicznych sugeruje, że jest to gatunek rzadki. Zagrożenie stanowi utrata siedlisk spowodowana przez rozwój rolnictwa i pozyskiwanie drewna.